# Halldór Stefánsson
Halldór Stefánsson (1. prosince 1892, Kóreksstaðagerði, Norður-Múlasýsla – 5. ledna 1979, Reykjavík) byl islandský spisovatel.

## Život
Narodil se jako syn drobných rolníků. Vyrůstal v Eskifjörðuru a vyučil se tiskařem. V letech 1929 až 1930 žil v Berlíně, kde vydal svou první knihu. V roce 1930 se vrátil na Island, usadil se v Reykjavíku a pracoval zde jako bankovní úředník. Ve třicátých letech byl jedním z členů levicového hnutí umělců kolem časopisu Rauðir pennar. Byl mistrem krátké prózy a nejúspěšnějším povídkářem své generace. Jeho prózy jsou sociálně laděné a soustřeďují se na psychologii postav. Kromě románů a povídek psal také divadelní a rozhlasové hry.

## Dílo
- Í fáum dráttum (1930, Několika tahy), sbírka povídek,
- Dauðinn á þriðju hæð og fleiri sögur (1935, Smrt ve třetím poschodí a jiné povídky),
- Einn geymdur (1942, Jeden zbývá), sbírka povídek,
- Innan sviga (1945, V závorce), román,
- Sögur og smáleikrit (1950, Povídky a krátké hry),
- Sextán sögur (1956, Šestnáct povídek),
- Sagan af manninum sem steig ofan á höndina á sér (1960, Příběh o muži, který si šlápl na ruku), román,
- Fjögra manna póker (1962, Poker ve čtyřech), román,
- Blakkar rúnir (1962, Černé runy), sbírka povídek,
- Á færibandi örlaganna (1973, Pás osudu), román.

## Česká vydání
- Sen na prodej, Odeon, Praha 1967, výbor z povídek, vybrala a přeložila Helena Kadečková